# Л’Экюйер, Антуан
Антуан Л’Экюйер (фр. Antoine L'Écuyer; род. 26 марта 1997 года, Монреаль, Квебек, Канада) — канадский актёр театра и кино. Имеет итальянские корни. Наиболее яркой работой Антуана является фильм «Клянусь, это не я!».

## Фильмография
| Год  | Название                                 | Персонаж      |
| ---- | ---------------------------------------- | ------------- |
| 2007 | Парни (сериал)                           | Габриэль      |
| 2008 | Bob Graton III                           | Жюль          |
| 2008 | Клянусь, это не я!                       | Леон Доре     |
| 2009 | Les Rescapés (сериал)                    | Марко Буаве   |
| 2009 | «Канадиенс» навсегда!                    | Даниэль Лепаж |
| 2009 | Astro Boy                                | (дубляж)      |
| 2013 | College Boy: Indochine (короткометражка) | хулиган       |
| 2013 | La Vie Parfaite (сериал)                 | Фред          |
| 2013 | Les 4 soldats                            | Габриэль      |
| 2014 | 2 времени, 3 движения                    | Самуэль       |
| 2014 | La Garde                                 | Самуэль       |
| 2014 | Корбо                                    | Франсуа       |
| 2015 | Припев                                   |               |

## Награды
- 2009: премия «лучшая мужская роль» в фильме «Клянусь, это не я!» на кинофестивале в Галифаксе